# The Wayward Sons of Mother Earth
The Wayward Sons of Mother Earth (рус. Своенравные Сыны Матери-Земли) — дебютный студийный альбом британской фолк-метал-группы Skyclad, одна из первых записей в жанре фолк-метал.
Альбом не стал сенсацией при первом издании, но был признан «классикой» в ретроспективе. Отмечается трэш-метал-звучание, с небольшим влиянием фолка: «Песня "The Widdershins Jig" может похвастаться фолковой мелодией на виолончели, баллада "Moongleam and Meadowsweet" акустической гитарой, а заключительная "Terminus" странным вступлением похожим на молитву». Отдельного упоминания достойно лирическое содержание альбома, своеобразный философский анализ реальности, пропущенный через призму языческого мироощущения. Мартин Уолкиер считается одним из самых талантливых поэтов в метале.

## Список композиций
Все тексты написаны Мартин Уолкиер.
| №   | Название                               | Музыка                  | Длительность |
| --- | -------------------------------------- | ----------------------- | ------------ |
| 1.  | «The Sky Beneath My Feet»              | Стив Рэмси              | 5:41         |
| 2.  | «Trance Dance (A Dreamtime Walkabout)» | Стив Рэмси, Грэм Инглиш | 5:29         |
| 3.  | «A Minute's Piece»                     | Грэм Инглиш             | 1:10         |
| 4.  | «The Widdershins Jig»                  | Стив Рэмси              | 3:40         |
| 5.  | «Our Dying Island»                     | Стив Рэмси              | 7:07         |
| 6.  | «Intro: Pagan Man»                     | Стив Рэмси              | 1:00         |
| 7.  | «The Cradle Will Fall»                 | Стив Рэмси              | 6:26         |
| 8.  | «Skyclad»                              | Стив Рэмси              | 5:01         |
| 9.  | «Moongleam and Meadowsweet»            | Грэм Инглиш             | 4:35         |
| 10. | «Terminus»                             | Стив Рэмси              | 6:38         |

## Над альбомом работали

### Участники группы
- Грэм Инглиш — Бас
- Стив Рэмси — Гитара (ведущая)
- Кит Бакстер — Барабаны, перкуссия
- Мартин Уолкиер — Вокал

### Приглашённые музыканты
- Майк Эванс — Скрипка
- Джо "Гвидо" Каприно — Вокал (трек №6)
- Доминик Миллер — Классическая гитара (трек №9)
- Рог Паттерсон — Флейта-пикколо, клавишные

### Прочие
- Кевин Ридли — Продюсер
- Гарри Шарп-Янг — Обложка